# Ukraine aux Jeux olympiques d'hiver de 2006
Cet article contient des informations sur la participation et les résultats de l'Ukraine aux Jeux olympiques d'hiver de 2006 à Turin en Italie. L'Ukraine était représentée par 65 athlète.

## Médailles
|         | Médaille d'or | Médaille d'argent | Médaille de bronze | Total |
| ------- | ------------- | ----------------- | ------------------ | ----- |
| Ukraine | 0             | 0                 | 2                  | 2     |

- - Lilia Efremova  en biathlon sprint 7,5km Résultats
  - Olena Hrushyna et Ruslan Honcharov  en patinage artistique (danse sur glace) Résultats

## Épreuves

### Biathlon
Hommes
- Olexander Bilanenko
- Vyacheslav Derkach
- Andriy Deryzemlya
- Alexei Korobeynikov
- Ruslan Lysenko

Femmes
- Lilia Efremova
- Oksana Khvostenko
- Nina Lemesh
- Olena Petrova
- Valj Semerenko

### Combiné nordique
- Serhiy Diyachuk
- Mykola Kozlov
- Volodymyr Trachuk

### Luge
Hommes
- Yuriy Hayduk
- Andriy Kis
- Roman Yazvinskyy
- Oleg Zherebetskyy

Femmes
- Liliya Ludan
- Natalia Yakushenko

### Patinage artistique
Hommes
- Anton Kovalevski

Femmes
- Galina Efremenko
- Elena Liashenko

Couples
- Andrei Bekh
- Julia Beloglazova
- Stanislav Morozov
- Tatiana Volosozhar

Danse sur glace
- Julia Golovina
- Ruslan Honcharov
- Olena Hrushyna
- Oleg Voiko

### Patinage de vitesse
Hommes
- Volodymyr Grygoriev

### Saut à ski
- Volodymyr Boshchuk

### Ski acrobatique
Hommes
- Enver Ablaev
- Oleksandr Abramenko
- Igor Ishutko
- Stanislav Kravchuk

Femmes
- Nadiya Didenko
- Tatiana Kozachenko
- Olga Volkova

### Ski alpin
Hommes
- Nikolay Skriabin

Femmes
- Yulia Siparenko

### Ski de fond
Hommes
- Oleksandr Batyuk
- Ivan Bilosyuk
- Mikhail Gumenyak
- Roman Leybyuk
- Vitaly Martsyv
- Vladmir Olschanski
- Oleksandr Putsko

Femmes
- Kateryna Grygorenko
- Vita Jakimchuk
- Marina Malets Lisogor
- Valentina Shevchenko
- Tatyana Savaliy